# Hossein Nouri
Hossein Ahmad Nouri (in persiano حسین نوری‎; Zanjan, 4 agosto 1990) è un lottatore iraniano, specializzato nella lotta greco-romana.
Ha vinto la medaglia d'oro ai Giochi asiatici di Giacarta e Palembang 2018 nella categoria degli 87 chilogrammi.

## Palmarès
- Mondiali

Parigi 2017: bronzo negli 87 kg.
- Giochi asiatici

Giacarta e Palembang 2018: oro negli 87 kg.
- Campionati asiatici

Nuova Delhi 2017: oro negli 87 kg.
Biškek 2018: oro negli 87 kg.
Xi'an 2019: oro negli 87 kg.